# コルビエール (オード県)
コルビエール（Corbières）は、フランス南部オクシタニー地域圏オード県にある人口わずか26人の村である。

## 地理
コミューンの南はピレネー・ゾリアンタル県との県境に接している。コルビエール山と呼ばれる背後の山が、この付近のシンボル的存在になっており、そのため地域名としてコルビエールが用いられ、また、大量に生産されるワインのAOC名にもなっている。